# ويليام كينت
ويليام كينت (بالإنجليزية: William Kent)‏ هو سياسي أمريكي، ولد في 29 مارس 1864 في شيكاغو في الولايات المتحدة، وتوفي في 13 مارس 1928 في الولايات المتحدة. حزبياً، نشط في الحزب الجمهوري. وقد انتخب عضو مجلس النواب الأمريكي.